# Corneville-sur-Risle
Corneville-sur-Risle è un comune francese di 1 267 abitanti situato nel dipartimento dell'Eure nella regione della Normandia.

## Società

### Evoluzione demografica
Abitanti censiti